# Aboubaker el-Khamlichi
Aboubakr el Khamlichi es un activista marroquí y dirigente, desde 1973, de la organización marxista Ila l-Amam. Fue detenido y encarcelado sin juicio por el régimen de Hassan II desde 1985 a 1991. Ayudó a salir del país a personas que estaban perseguidas y amenazadas de muerte. La presión de organizaciones internacionales logró su excarcelación.
Al salir de la cárcel continuó su militancia. Es cofundador del partido Vía Democrática, miembro de la Unión Marroquí de Trabajadores (UMT) y lucha, desde varias asociaciones, por los derechos de las obreras (Asociación Attawassol) y la defensa de los derechos de los inmigrantes subsaharianos.
Sigue sufriendo represión. [cita requerida]